# Paul Janssen (voetballer, 1971)
Paul Janssen (Geleen, 17 september 1971) is een Nederlands voormalig profvoetballer die speelde voor Fortuna Sittard, NAC Breda, FC Den Bosch en FC Groningen.

## Clubstatistieken
| seizoen | club            | competitie     | duels | goals |
| ------- | --------------- | -------------- | ----- | ----- |
| 1991/92 | Fortuna Sittard | Eredivisie     | 18    | 0     |
| 1992/93 | Fortuna Sittard | Eredivisie     | 28    | 0     |
| 1993/94 | Fortuna Sittard | Eerste divisie | 30    | 3     |
| 1994/95 | NAC Breda       | Eredivisie     | 10    | 0     |
| 1995/96 | NAC Breda       | Eredivisie     | 2     | 0     |
| 1995/96 | FC Den Bosch    | Eerste divisie | 10    | 0     |
| 1996/97 | FC Den Bosch    | Eerste divisie | 23    | 0     |
| 1997/98 | FC Den Bosch    | Eerste divisie | 22    | 0     |
| 1998/99 | FC Den Bosch    | Eerste divisie | 25    | 4     |
| 1999/00 | FC Groningen    | Eerste divisie | 22    | 3     |
| 2000/01 | FC Groningen    | Eredivisie     | 15    | 1     |
| 2001/02 | FC Groningen    | Eredivisie     | 13    | 0     |
| 2002/03 | Fortuna Sittard | Eerste divisie | 26    | 3     |
| 2003/04 | Fortuna Sittard | Eerste divisie | 21    | 3     |
| 2004/05 | Fortuna Sittard | Eerste divisie | 2     | 0     |

## Trivia
Janssen wordt nogal eens verward met zijn één jaar oudere naamgenoot Paul Janssen, een eveneens uit Limburg afkomstige profvoetballer die tussen 1987 en 1992 onder contract stond bij Roda JC en VVV en in Duitsland speelde.